# Reederij Gebr. Goedkoop
Reederij Gebr. Goedkoop (vanaf 1922 N.V. Reederij v/h Gebr. Goedkoop) was een Nederlands scheepvaartbedrijf dat bekendheid genoot als sleepvaartconcern. De firma Goedkoop was een echt familiebedrijf met vaders, zonen, zwagers en neven in allerlei functies tot aan 1952. In 1939 nam het Bureau Wijsmuller over, maar in de jaren 70 werd Goedkoop juist overgenomen door het heropgerichte Wijsmuller. In 1999 werd het zelfstandig bestaan van de rederij beëindigd.

## Voorgeschiedenis
In 1797 vestigde oprichter Jan Goedkoop zich als schipper in Amsterdam. In de Franse tijd deed hij goede zaken met onder meer transport tussen Amsterdam en Gent. In 1807 registreerde hij de firmanaam Reederij Goedkoop.
Vanaf 1814 voer hij een dienst op Texel en tussen Nieuwediep (Den Helder) en Pampus, eerst met het kaagschip De Twee Gebroeders en na 1819 met de nieuw gebouwde De Jonge Daniel.

### Dienst op Den Helder
In 1826 startte Goedkoop een lichterdienst van Amsterdam naar Nieuwediep over het twee jaar eerder geopende Noordhollandsch Kanaal. Daarvoor bracht hij drie nieuwe lichters in de vaart, die gejaagd werden door de jaagdienst. In 1828 kreeg hij vergunning om deze dienst uit te voeren als beurtvaart, waaraan aanzienlijke voordelen waren verbonden. In 1840 kwam de jaagdienst in handen van Goedkoop, die hij handig wist te combineren met zijn eigen lichterdienst. In 1845 beklaagden andere schippers zich bij koning Willem I over de privileges die Goedkoop genoot. De rederij was echter een betrouwbare dienstverlener gebleken op het Noordhollandsch kanaal, waardoor de Amsterdamse Kamer van Koophandel zich achter Goedkoop schaarde en het verzoek werd afgewezen.

## Gebr. Goedkoop
Op 1 februari 1842 droeg Goedkoop een groot deel van zijn zaken over op zijn zoons Daniel (1815) en Pieter (1823), die de firma voortzetten onder de naam Reederij Gebr. Goedkoop. De lichterdienst op Den Helder, met enkele tientallen schepen in de vaart, bleef vooralsnog in handen van Goedkoop sr., maar moet later ook door de broers overgenomen zijn.

### Stoomboten
Gebr. Goedkoop startte in 1851 met het opbouwen van een vloot stoomschepen. In 1858 beschikte men al over negen schepen met een laadvermogen van in totaal 3323 ton. Op het traject Amsterdam - Purmerend werd in 1859 een beurtvaartdienst opgezet met jaagschuiten, die vanaf 1866 door stoomboten werden vervangen. Pieter en Daniël werden opgevolgd door hun zoons Jan, Wouter, Pieter en Jan Pieter. In 1896 werd een dienst geopend tussen Amsterdam en IJmuiden. De dienst op Purmerend werd in 1897 verkocht aan de Noord-Hollandsche Tramweg Maatschappij. Na het overlijden van zijn broers en neef werd Jan Goedkoop jr. in 1901 enig firmant. De dienst op IJmuiden werd, met schepen, aanlegplaatsen en kantoren, in 1920 verkocht aan Alkmaar Packet.

### Sleepdienst
In 1862 werd in de haven van Amsterdam gestart met het onderhouden van een sleepdienst. Daartoe werd de radersleper Oosterdok in de vaart gebracht. Drie jaar later werden drie nieuwe schroefstoomslepers aangeschaft en de diensten uitgebreid. De sleepboten van Goedkoop speelden een rol bij de aanleg van het Noordzeekanaal en vanaf 1876 was een sleepdienst tot aan de sluizen van IJmuiden beschikbaar.
Met toenemend vervoer kon Goedkoop steeds meer en grotere sleepboten in de vaart brengen. De rederij had contracten met vele binnen- en buitenlandse reders voor het verslepen van schepen in en rond Amsterdam. Daarnaast was de onderneming actief bij het bergingswerk en bij het met ijsbrekers toegankelijk houden van havens.

## N.V. Reederij v/h Gebr. Goedkoop

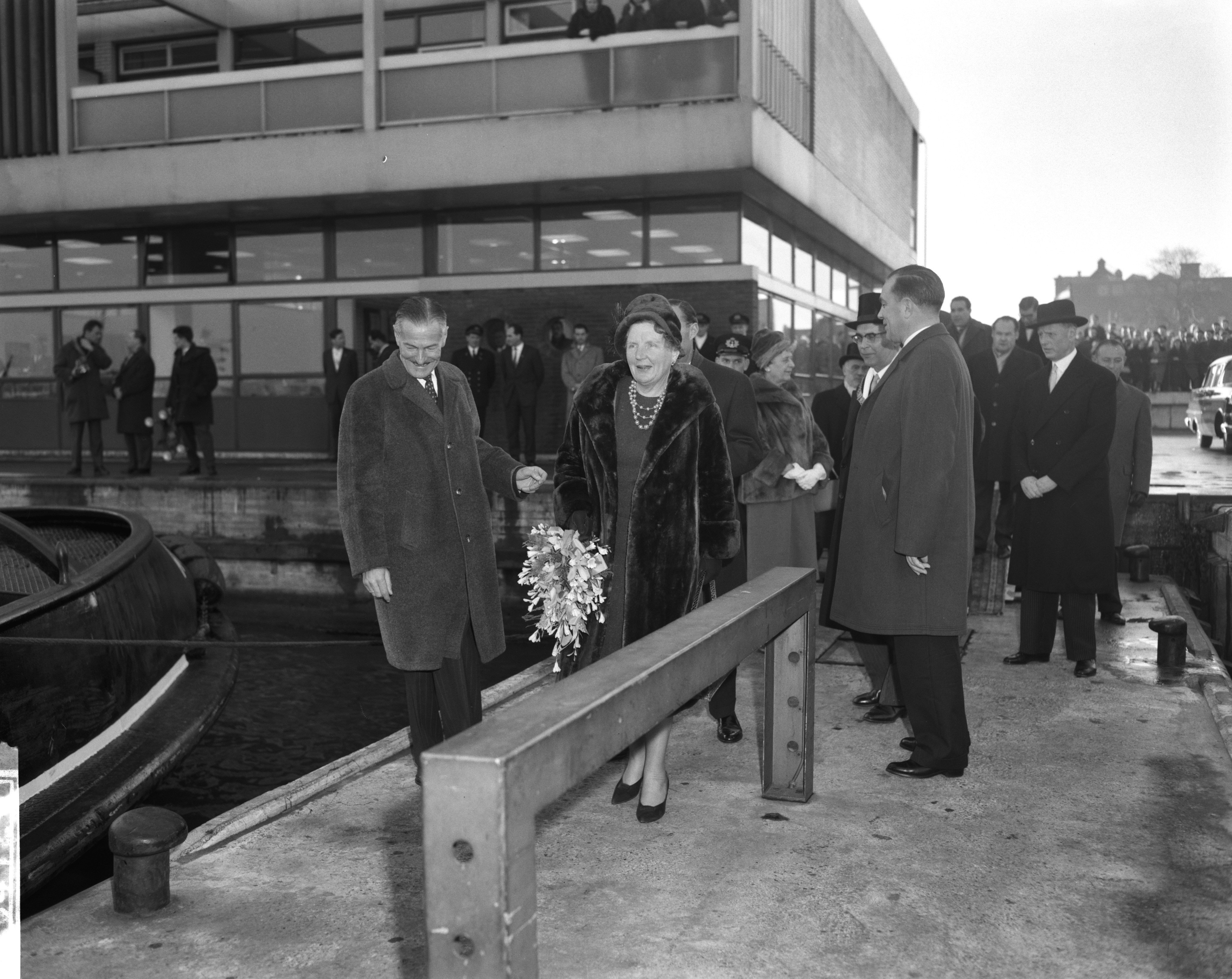
Koningin Juliana en prins Bernhard bezoeken rederij Goedkoop in februari 1962

Begin 1922 werd de firma Gebr. Goedkoop ontbonden en omgezet in een naamloze vennootschap, N.V. Reederij v/h Gebr. Goedkoop, met een kapitaal van een miljoen gulden, waarvan 400.000 gulden geplaatst. Vergelijkbaar met een koopkracht anno 2013 van 7 miljoen respectievelijk 2,8 miljoen euro. De enige firmant van Gebr. Goedkoop, Jan Goedkoop jr., die in 1893 bij het bedrijf in dienst was getreden, werd tot directeur benoemd.
De rederij investeerde opnieuw fors in de vloot, waarbij schepen werden aangeschaft of verbouwd. Eind jaren 20 werd een nieuwe generatie, nog krachtiger sleepboten in de vaart gebracht. De 12 sleepboten die de rederij in 1929 in de vaart had, maakten dat jaar een omzet van 656.000 gulden, vergelijkbaar met een koopkracht anno 2013 van 4,5 miljoen euro. Dat was een aanzienlijke toename ten opzichte van het verdiende sleeploon in 1901: 76.600 gulden, vergelijkbaar met een koopkracht anno 2013 van bijna een miljoen euro.
In 1931 werd een nieuw hoofdkantoor betrokken aan de De Ruijterkade in Amsterdam. Behoudens een paar kleine aanpassingen, aan een van de drijvende bokken bijvoorbeeld, werd tot aan 1939 niet veel geïnvesteerd. Dat laatste jaar werd Bureau Wijsmuller overgenomen, die 's werelds grootste sleepvloot had weten op te bouwen. Van 1922 tot en met 1939 werd gemiddeld 14% dividend uitgekeerd. De sterke financiële positie van het bedrijf blijkt onder meer uit de gevormde fondsen die per 1 januari 1941 voor reserve 500.000, voor nieuwbouw 675.993 en voor diverse belangen 258.486 gulden bedroegen. Vergelijkbaar met de koopkracht anno 2013 bedroegen de reservefondsen van begin 1941 totaal ongeveer 10 miljoen euro.
In 1930, respectievelijk 1935, kwamen de achterkleinzoons van de oprichters bij de vennootschap in dienst: Bart en Jan Goedkoop Dzn. In 1945 traden beide toe tot de directie. Jan trok zich in 1948 reeds terug en Bart emigreerde in 1952, waarna de leiding van het bedrijf in handen kwam van Christiaan van der Zee.
Tussen 1947 en 1966 breidde de rederij haar vloot uit met de aanschaf van 27 schepen, meest motorsleepboten. Tegelijk werden enkele van de oudere schepen verkocht. In 1967 werd het laatste stoomschip afgevoerd.

### Verkoop
In 1975 werden de aandelen van de rederij voor 50% verkocht aan de KNSM en de andere helft werd terugverkocht aan het heropgerichte Wijsmuller. In 1979 kon Wijsmuller de andere aandelen ook verwerven. Onder de naam Goedkoop Havensleepdiensten B.V. werden de activiteiten voortgezet en in 1982 kon het 175-jarig bestaan op gepaste wijze gevierd worden. Toch werd het bedrijf verder in Wijsmuller geïntegreerd en in 1999, als zelfstandige organisatie, beëindigd.